# Stechinelli

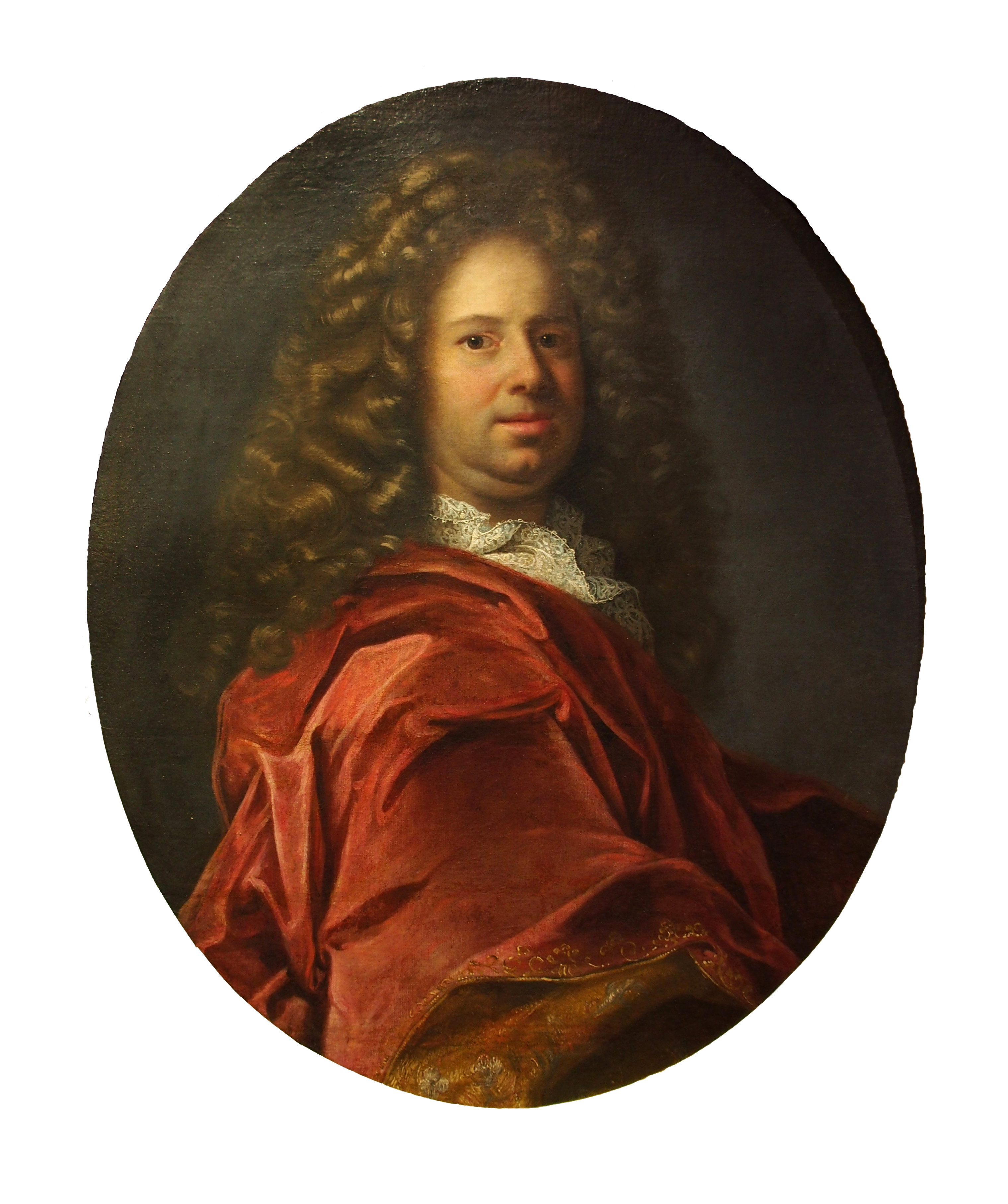
Francesco Maria Capellini, genannt Stechinelli, um 1680

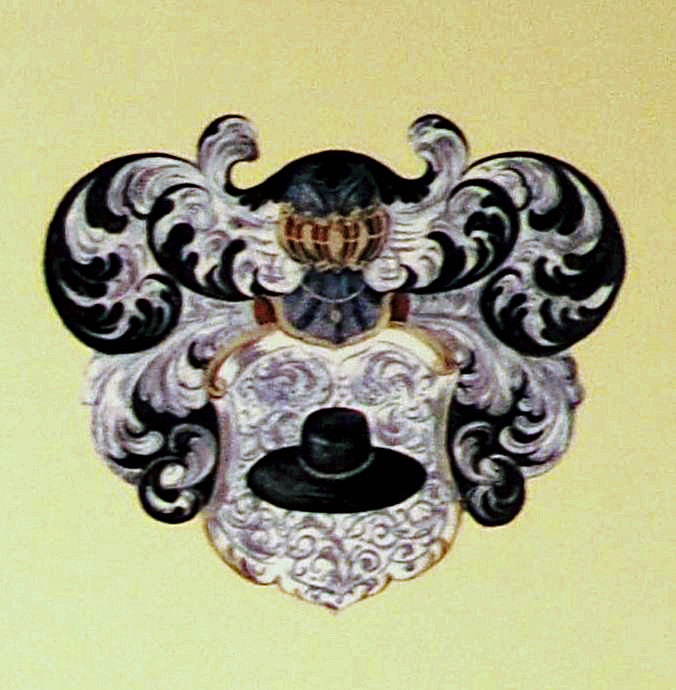
Wappen der Familie Capellini

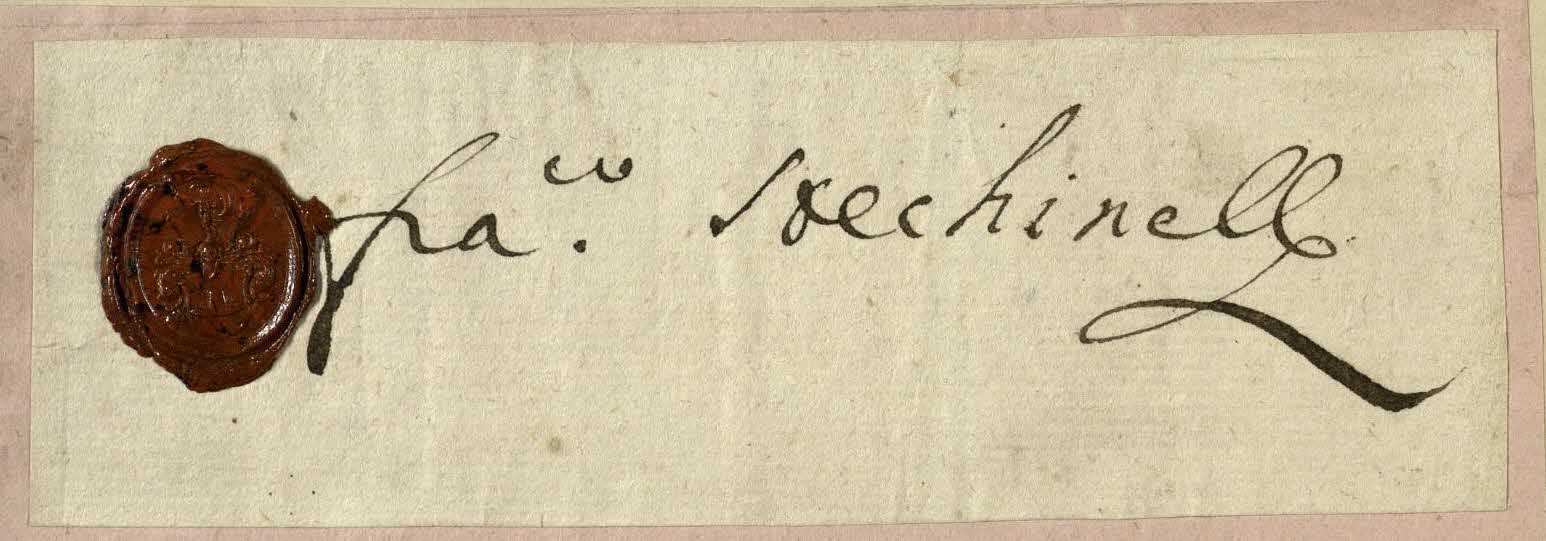
Eigenhändige Unterschrift

Francesco Maria Capellini, genannt Stechinelli (* 18. April 1640 in Rimini; † 26. November 1694 in Celle), war ein Landdrost und Hofbankier der Welfenherzöge des 17. Jahrhunderts. Das redende Wappen der Familie Capellini zeigt einen schwarzen Hut mit breiter Krempe. Der Familienname leitet sich von cappello (italienisch = Hut) ab. Sein Spitzname „Stechinelli“, unter dem er bekannt wurde, leitet sich von stecchino, italienisch für Zahnstocher, ab (wegen seiner spindeldürren Beine).

## Leben
Francesco Maria Capellini wurde 1640 in Rimini als Spross eines Adelsgeschlechts geboren. Seine Eltern waren Antonio Maria Capellini und dessen Ehefrau Clara. 1655 lernte er bei seinem Vetter in Rom Georg Wilhelm, den Herzog von Calenberg-Hannover (1624–1705) kennen, der ihn 1656 mit nach Hannover nahm, um ihn erziehen zu lassen und als Kammerdiener zu beschäftigen. Er gewann die Gunst des Herzogs, der ihm 1664 den Ballhof schenkte. 1665, nach dem Regierungsantritt von Johann Friedrich, siedelte Capellini mit Georg Wilhelm nach Celle über und verkaufte den Ballhof.
Im ersten Jahr wurde er Hausbesitzer in Celle und ab 1675 gehörte ihm das noch heute erhaltene „Stechinelli-Haus“ am Großen Plan 14. Er erhielt vom Herzog das Monopol für den Auslandshandel mit Wein und Tuch und heiratete 1665 die Hugenottin Philippine Marchand, ein früheres Kammermädchen der Herzogin Sophie von Hannover (fünf Kinder aus dieser Ehe).
1668 vermittelte Stechinelli zwischen der Republik Venedig und den drei welfischen Herzögen einen Vertrag zur gegenseitigen Hilfe im Kriegsfall. 1675, nach dem Tod der ersten Ehefrau, heiratete er Agnese Elisabeth Breyger, Tochter eines Celleschen Hofrats, mit der er schon ein Kind hatte (acht Kinder aus dieser Ehe). Er wurde 1675 Pfandinhaber des Amtes Clötze mit dem Titel Landdrost und erwarb 1677 das adelige Gut in Wieckenberg (heutige Gemeinde Wietze). Von diesem Gut mit einem Lustgarten existieren heute noch ein barocker Brunnen und eine Toreinfahrt.

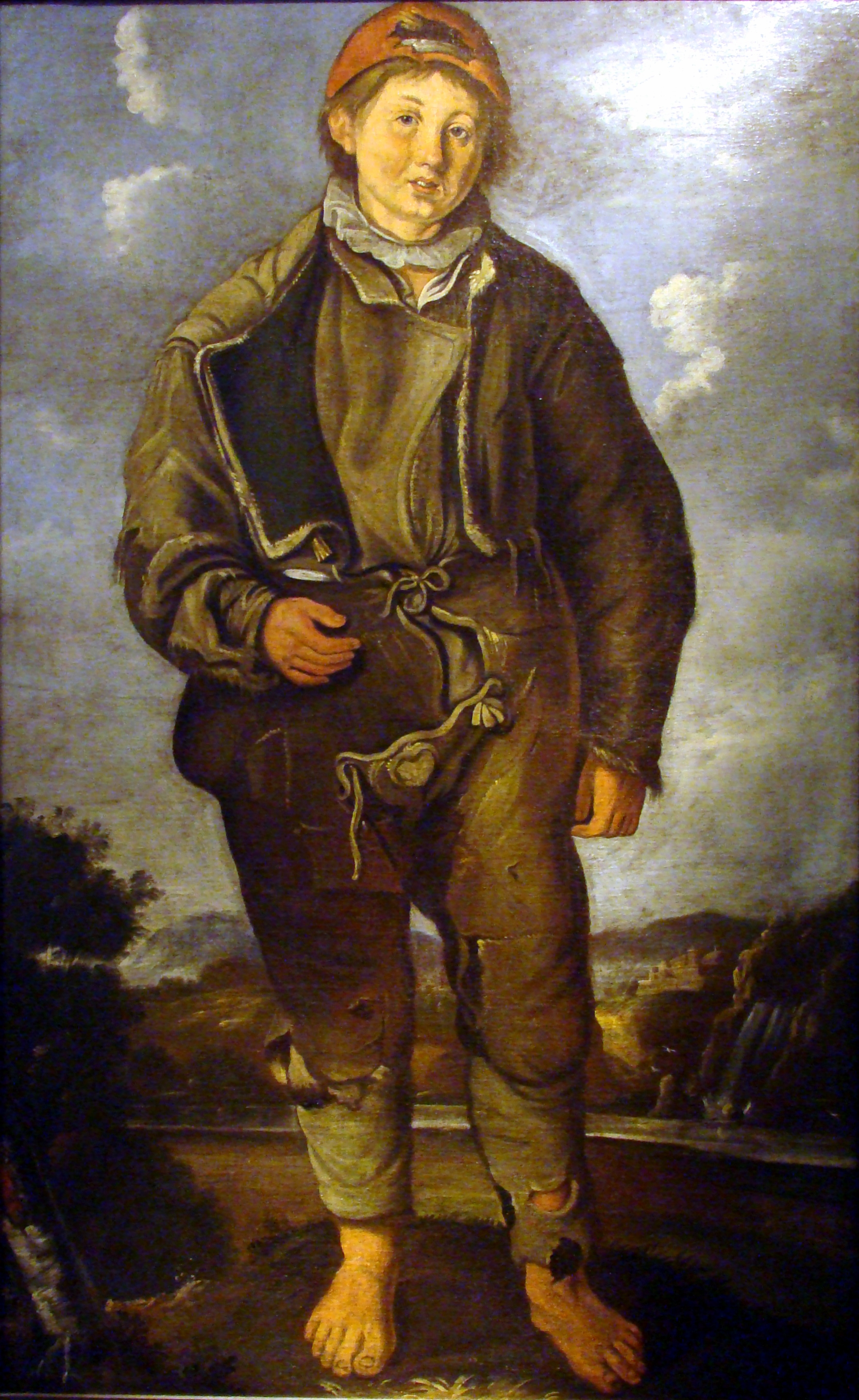
Francesco Maria Capellini als Betteljunge

In der Mitte des 17. Jahrhunderts bauten verschiedene Landesfürsten ein eigenes Postwesen neben der von den Thurn und Taxis betriebenen Kaiserlichen Reichspost auf. Die welfischen Herzöge beauftragten damit Stechinelli. Am 17. Juli 1678 wurde er zum General-Erbpostmeister der drei welfischen Herzogtümer ernannt und begann mit der Reorganisation des Fernverkehrs und der Errichtung fünf neuer Poststationen, so zum Beispiel in Wieckenberg, Engensen, Ohof und Schafstall bei Unterlüß. 1682 verkaufte er das Amt an den Grafen Franz-Ernst von Platen für 26.000 oder 36.000 Reichstaler, was ihm den Erwerb zahlreicher weiterer Güter und Häuser (unter anderem das nach teilweiser Zerstörung im Zweiten Weltkrieg wieder aufgebaute Stechinelli-Haus in Braunschweig) ermöglichte.
Stechinelli war sehr geschäftstüchtig und geschickt. Zusätzlich wurde er als Agent des Celler Hofes gut besoldet. Außerdem hatte er zahlreiche Drosteien (Amtssitze) inne, die ihm Einnahmen brachten. Er kaufte im Fürstentum Lüneburg Grundstücke und Häuser und verpachtete diese oder verkaufte sie mit Gewinn. Hierdurch erlangte er große Reichtümer. Stechinelli lieh als größter Kapitalgeber des Landes (Johann Duve und Leffmann Behrens in Hannover vergleichbar) dem Herzog wiederholt größere Summen. Das Jahr 1688 brachte den Gipfelpunkt seiner Karriere. Kaiser Leopold I. erhob die Familie Capellini in den erblichen deutschen Reichsadelsstand, mit dem Namen „von Wickenburg“. Er begann 1692, unmittelbar neben seinem Gut mit dem Bau der (noch heute erhaltenen) Stechinelli-Kapelle in Wieckenberg in der äußeren Gestalt eines Bauernhauses, innen mit Barockausstattung versehen (1699 geweiht).
Stechinelli starb 1694 in Celle. Das Kirchenbuch der Stadtkirche St. Marien (Celle) weist aus, dass sein Leichnam vier Tage später nach Hildesheim gefahren und im Gewölbe unter dem Chor der katholischen Magdalenenkirche beigesetzt wurde. Das Ortswappen von Sahrendorf zeigt einen Hut und nimmt damit auf Stechinelli Bezug.
Johann Franz Capellini von Wickenburg (1677–1752),  kurpfälzischer Geheimer Rat und Autor des regionalhistorisch bedeutsamen Werkes „Thesaurus Palatinus“, war sein Sohn.

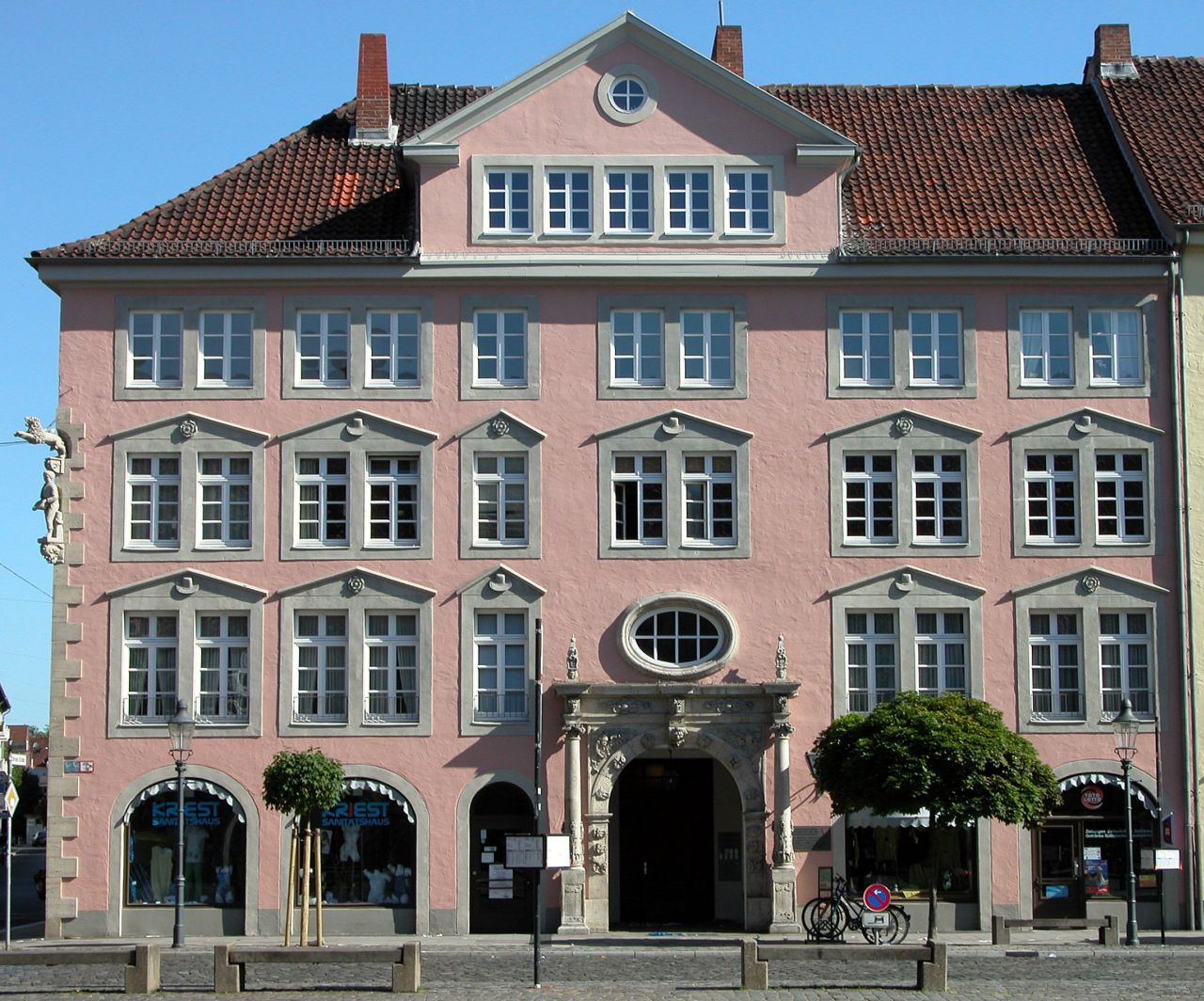
Stechinelli-Haus in Braunschweig
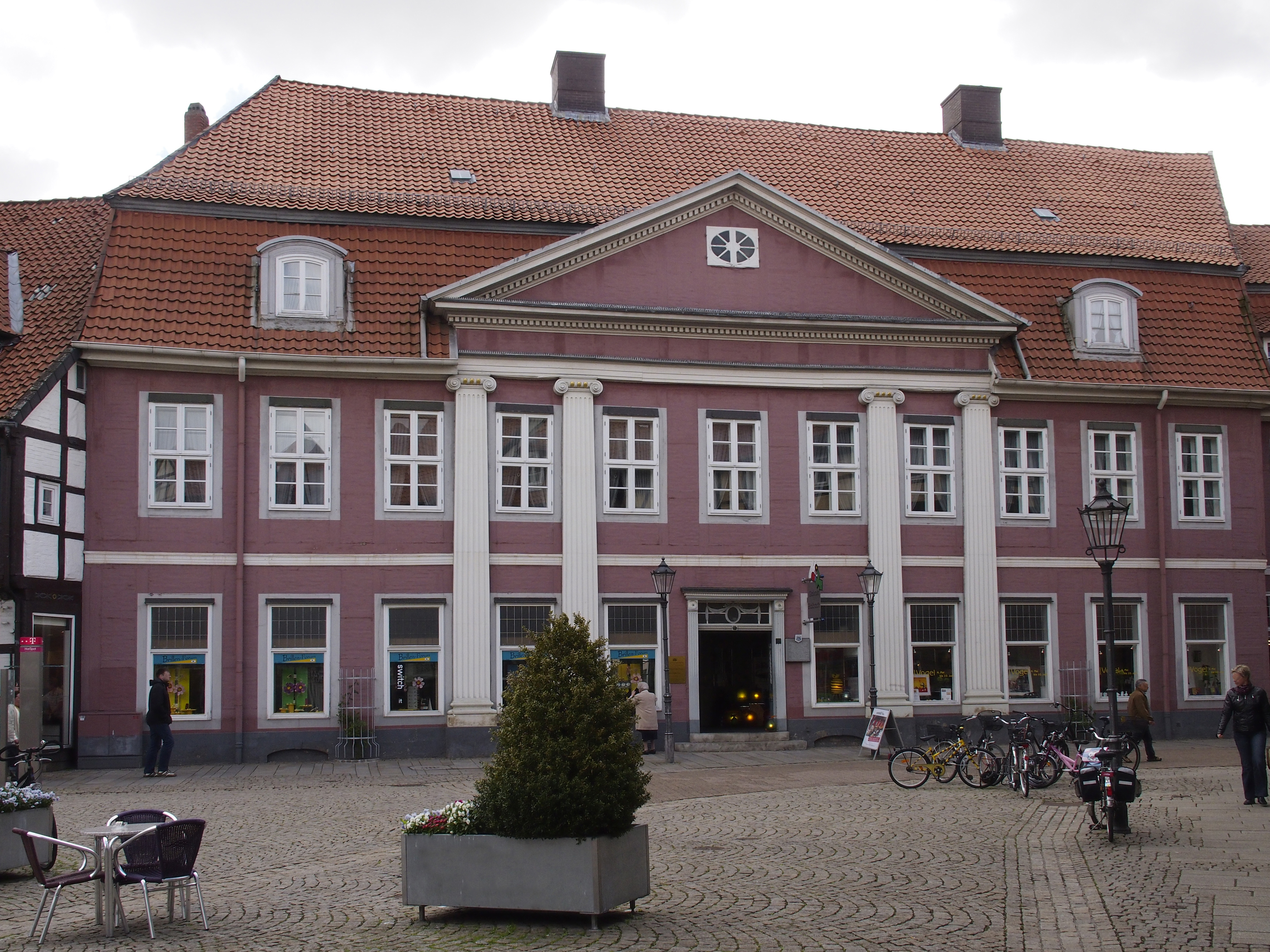
Stechinellihaus in Celle
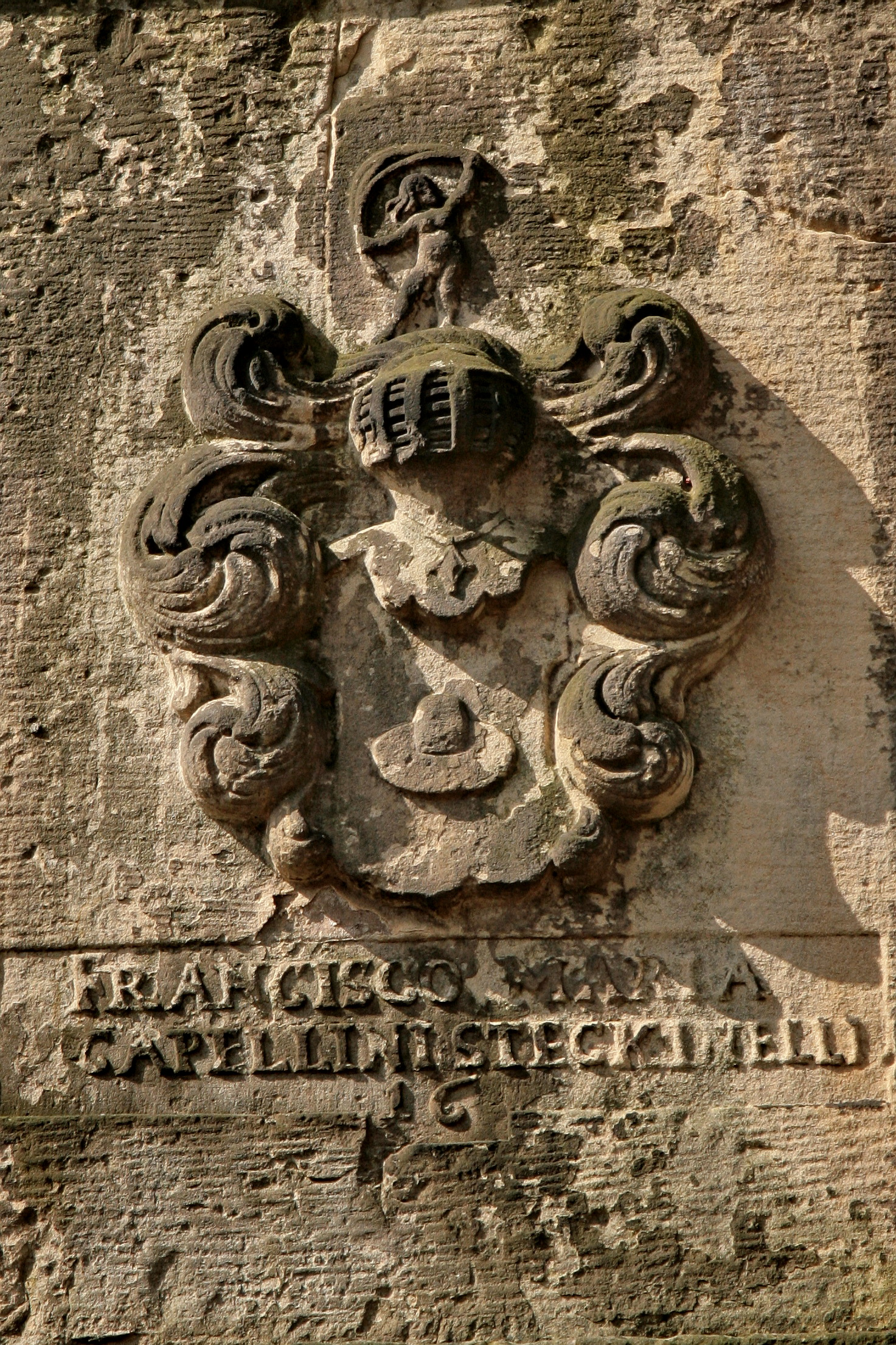
Das Capellini-Wappen am Junkerntor in Winsen/Aller
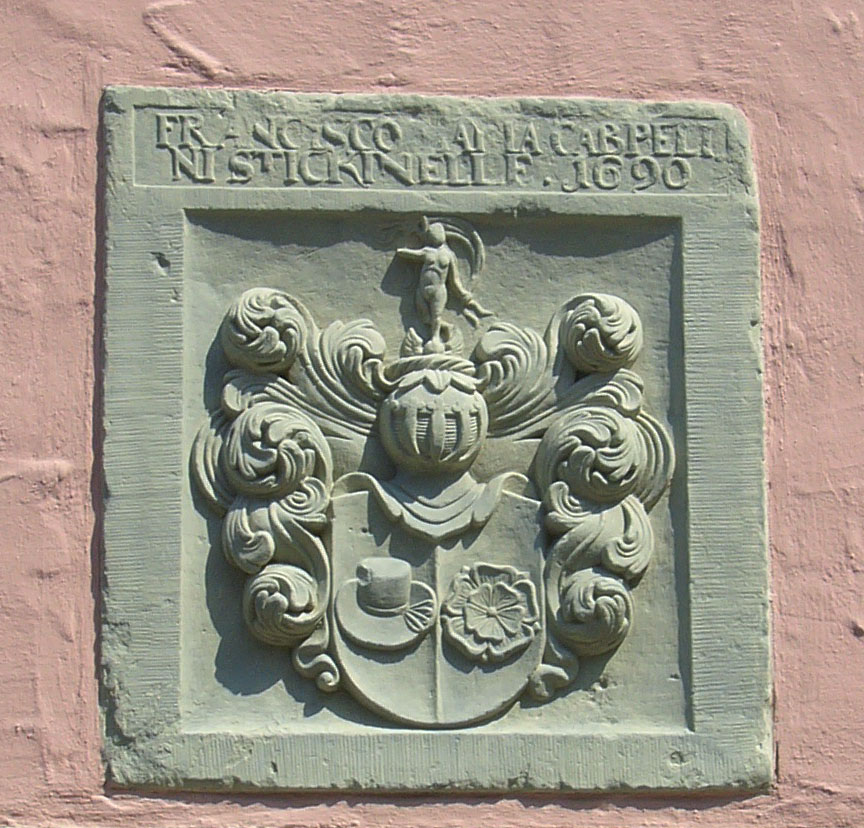
Das Wappen am Stechinelli-Haus in Braunschweig zeigt das Wappen Capellinis und das seiner zweiten Frau (Hut und Rose).
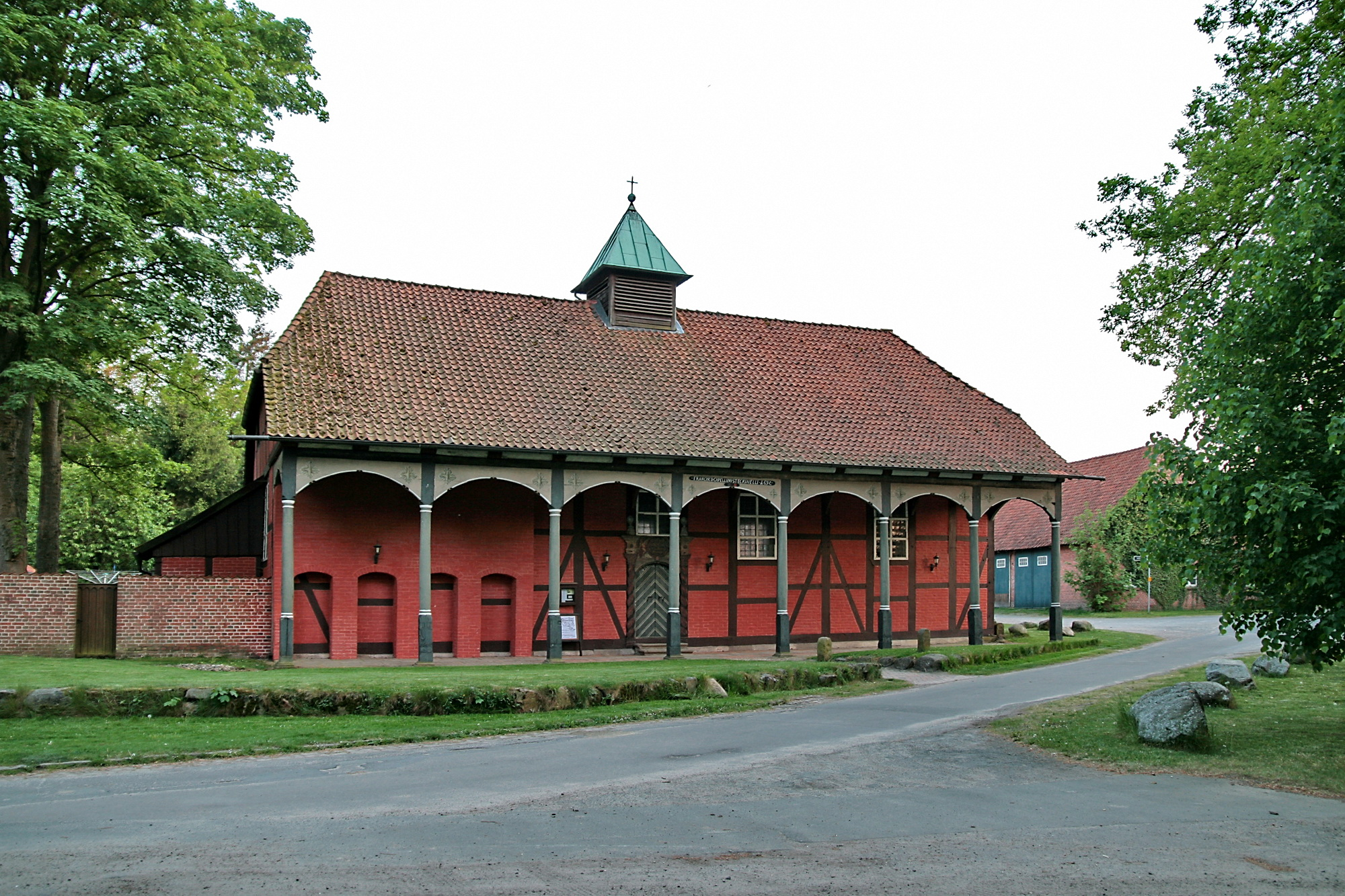
Stechinelli-Kapelle von 1692 in Wieckenberg zu Wietze

## Heimatkundliche Aufsätze
- Gustav Adolf Küppers-Sonnenberg: Ein Kirchenvergleich Stechinellis aus dem Jahre 1692. In: Sachsenspiegel 12/1925 (Cellesche Zeitung)
- H. Sch.: Kleinod in der Heide – Stechinelli-Kapelle in Wieckenberg wieder eingeweiht. In: Sachsenspiegel, Cellesche Zeitung vom 15. November 1952
- Wilhelm Bonness: Schwarzer Hut und rote Rose – Stechinellis Wappen auf Ofenplatten. In: Sachsenspiegel, Cellesche Zeitung vom 24. Dezember 1953
- Berndt W. Weßling: Osterfest im Stechinellihaus – Carl Maria von Weber in Celle. In: Sachsenspiegel, Cellesche Zeitung vom 11. April 1963
- Rab. (Ralf Busch): Francesco Maria Stechinelli kommt nach Celle. In: Sachsenspiegel, Cellesche Zeitung vom 27. März 1965
- B. (Friedrich Barenscheer): Ein Nachkomme Stechinellis. In: Sachsenspiegel, Cellesche Zeitung vom 6. April 1968
- Matthias Blazek: Die Poststraße von Celle nach Hannover oder: Der Traum von einstiger Romantik – Bis ins Jahr 1785 führte der Hauptverkehrsweg über stellenweise hundert Meter breite Straßen erster Ordnung. In: Sachsenspiegel, Cellesche Zeitung vom 21. u. 28. Januar 2006
- H. Max Humburg: Francesco Maria Stechinelli. In: Hildesheimer Heimat-Kalender, Hildesheim 1978
- Stefan Thienel: Francesco Capellini Stechinelli. In: Heimatkalender für die Lüneburger Heide. Celle 1994
- Albert Neukirch: Celler Barock, Venedig oder Paris.  In: Deutsche Bach-Händel-Schütz-Feier 1935 im Celler Schloss. S. 14ff.